# Simatic S7-1500
SIMATIC S7-1500 — семейство продвинутых контроллеров концерна Siemens AG из семейства систем автоматизации SIMATIC S7 для построения распределенных систем автоматизации средней и высокой степени сложности. Контроллеры представляют собой следующую ступень развития контроллеров семейств SIMATIC S7, значительно опережая по производительности и функционалу S7-300/S7-400.
Конструкция контроллера модульная, модули монтируются на профильной шине (рельсе).
Является преемником контроллера Simatic S7-300.

## Назначение
Области применения программируемых контроллеров S7-1500 охватывают:
- автоматизацию в машиностроении;
- автоматизацию автомобильной промышленности;
- автоматизацию складского хозяйства;
- автоматизацию систем измерения и сбора данных;
- автоматизацию в текстильной промышленности и т. д.

## Состав семейства
S7-1500 построены вокруг модульной конструкции и могут использовать в своем составе:
- Модули центральных процессоров (CPU) различной мощности и производительности.
- Сигнальные модули (SM) предназначены для подключения дискретных или аналоговых входов или выходов.
- Блоки питания нагрузки (PM) для питания внешних цепей, центрального процессора или модулей расширения.
- Системные блоки питания (PS) для питания внутренней электроники модулей контроллера через его внутреннюю шину.
- Технологические блоки (ТМ) для решения задач, связанных со позиционированием, взвешиванием и скоростным счетом.
- Коммуникационные модули/процессоры (CM/CP) предназначены для подключения контроллера к сетям PROFIBUS, PROFINET, Industrial Ethernet, AS-Interface, организация связи через Internet или PtP (point to point) соединения на основе последовательных интерфейсов RS-232 и RS-422/RS-485.

Модули расширения делятся на четыре класса:
- Модули класса BA (Basic) без поддержки диагностических функций.
- Модули класса ST (Standard) с поддержкой диагностических функций на уровне модуля или группы каналов.
- Модули класса HF (High Feature) с поддержкой диагностических функций на уровне каждого канала и рядом расширенных функций
- Модули класса HS (High Speed) с малыми временами фильтрации дискретных сигналов и короткими временами аналого-цифрового и цифро-аналогового преобразования.

## Модификации контроллеров
- SIMATIC S7-1500 — стандартные программируемые контроллеры для построения систем управления средней и высокой степени сложности.
- SIMATIC S7-1500C — отличаются от стандартных центральных процессоров наличием встроенных каналов ввода-вывода дискретных и аналоговых сигналов.
- SIMATIC S7-1500T — предназначены для задач, связанных с управлением перемещением.
- SIMATIC S7-1500F — линейка центральных процессоров для решения стандартных задач автоматизации с одновременной поддержкой функций противоаварийной защиты и обеспечения безопасности.
- SIMATIC S7-1500R — контроллеры для построения резервированных систем автоматизации.
- SIMATIC S7-1500H — отказоустойчивая линейка контроллеров для построения резервированных систем автоматизации.
- SIMATIC S7-1500S — линейка программных контроллеров, выполняющая функции аппаратных контроллеров в среде операционной системы Windows.
- SIPLUS S7-1500 — модификация контроллеров для работы в тяжелых условиях эксплуатации.